# Estación de Couzon-au-Mont-d'Or
La estación de Couzon-au-Mont-d'Or es una estación ferroviaria francesa de la línea París - Marsella, situada en la comuna de Couzon-au-Mont-d'Or, en el departamento de Ródano, en la región de Ródano-Alpes. Por ella transitan únicamente trenes regionales. 

## Situación ferroviaria
La estación se encuentra en la línea París-Marsella (PK 496,596). Se encuentra en un tramo desdoblado de cuatro vías.  

## Descripción
Sigue el mismo esquema que el resto de las estaciones de este tramo de la línea férrea: dos andenes laterales, uno central y cuatro vías. El edificio para viajeros ha sido cerrado con lo cual la estación se configura como un apeadero. Las vías deben cruzarse a nivel a la hora de cambiar de andén aunque existe un sistema de semáforos para facilitar la labor. 

## Servicios ferroviarios

### Regionales
Los TER Ródano Alpes recorren el siguiente trazado:
- Línea Villefranche-sur-Saône - Vienne.